# Caladium lindenii
Caladium lindenii är en kallaväxtart som först beskrevs av Éduard-François André, och fick sitt nu gällande namn av Michael T. Madison. Caladium lindenii ingår i släktet Caladium och familjen kallaväxter. Inga underarter finns listade.

## Bildgalleri

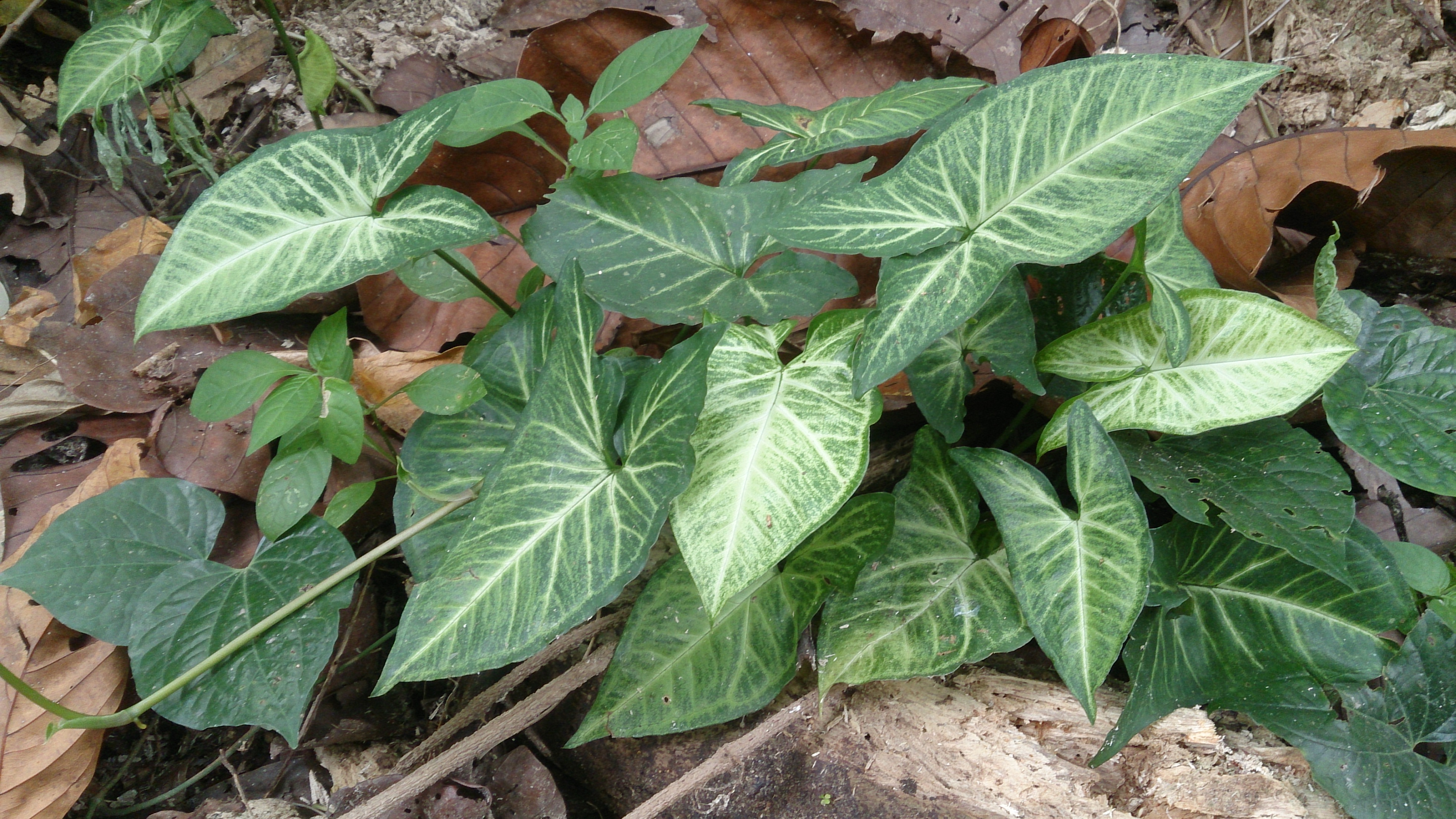
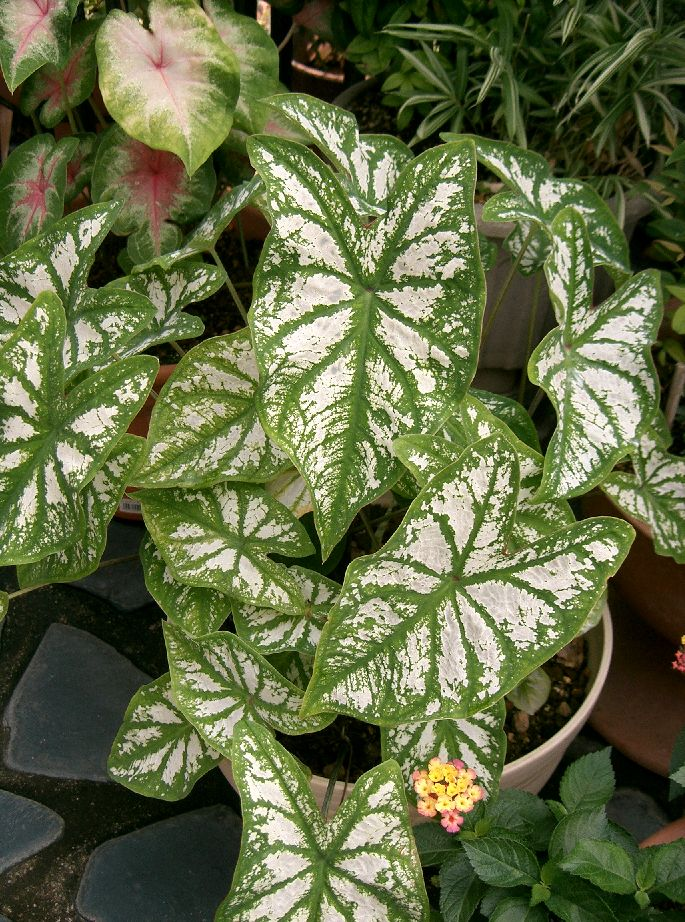
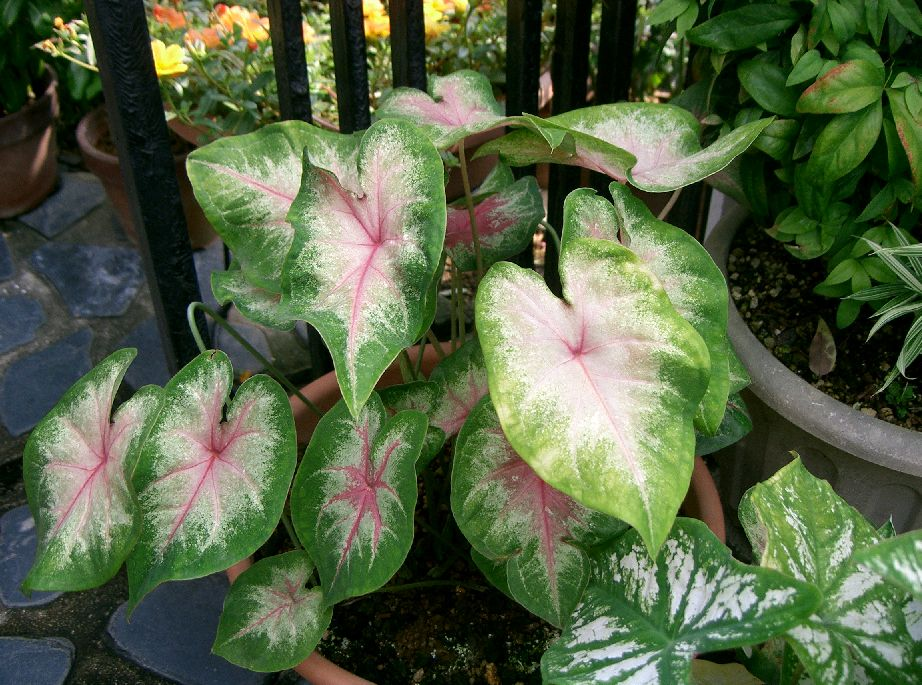
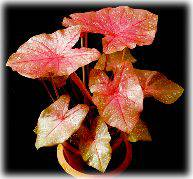